# Viktor Serge
Victor Serge, vlastním jménem Viktor Lvovič Kibalčič (30. prosince 1890 Brusel – 17. listopadu 1947 Ciudad de México) byl ruský politik a publicista, představitel antistalinistické levice.
Jeho příbuzným byl Nikolaj Kibalčič, popravený za atentát na cara Alexandra II., rodina pak odešla do exilu do Belgie. V patnácti letech vstoupil do mládežnické organizace Belgické dělnické strany, kterou však později opustil, protože strana podporovala koloniální politiku v Kongu. Pracoval jako fotograf a typograf a pod pseudonymem Le Rétif přispíval do pařížského časopisu L'Anarchie. Za podporu Bonnotovy bandy byl v roce 1913 uvězněn a v roce 1916 vypovězen z Francie. Žil ve Španělsku, v roce 1918 mu byla umožněna cesta do Ruska, když byl vyměněn za R. H. Bruce Lockharta.
Pod vlivem úspěšné ruské revoluce se od anarchismu přiklonil k marxismu a pracoval pro Kominternu, i když odmítal rudý teror. Byl příslušníkem Levé opozice a za kritiku Stalina byl v roce 1928 vyloučen z komunistické strany. Od roku 1933 žil ve vyhnanství v Orenburgu, díky intervenci Romaina Rollanda mu po třech letech sovětské úřady povolily návrat do Belgie. V době španělské války podporoval Partido Obrero de Unificación Marxista a rozešel se kvůli tomu se Lvem Davidovičem Trockým. V západním tisku kritizoval moskevské procesy a jako první označil Stalinův režim termínem totalitarismus. V roce 1940 uprchl před Wehrmachtem do Mexika, kde se přátelil s Wolfgangem Paalenem. Zemřel v bídě a zapomnění.
Vydal autobiografickou knihu Mémoires d'un révolutionnaire, historickou studii o fungování Ochranky Les Coulisses d’une sûreté générale, životopis Trockého, sbírku básní Résistance a román L’Affaire Toulaev, v němž popsal sovětské čistky. Přeložil do francouzštiny paměti Věry Fignerové. Jeho švagrem byl spisovatel Daniil Charms a jeho synem malíř Vladimir Kibalčič.